# 자링구
자링구(한국어: 가릉구, 중국어: 嘉陵区, 병음: Jiālíng Qū)는 중화인민공화국 쓰촨성 난충 시의 현급 행정구역이다. 넓이는 1170km2이고, 인구는 2007년 기준으로 690,000명이다.

## 기후
연평균 기온은 17.5°C이고 연평균 강수량은 1007mm이다.

## 행정 구역
1개 가도, 20개 진, 22개 향을 관할한다.
- 가도: 火花街道.
- 진: 曲水镇, 李渡镇, 吉安镇, 龙岭镇, 金凤镇, 安福镇, 安平镇, 世阳镇, 大通镇, 一立镇, 龙蟠镇, 里坝镇, 集凤镇, 金宝镇, 三会镇, 西兴镇, 双桂镇, 文峰镇, 晏家镇, 龙泉镇.
- 향: 河西乡, 移山乡, 木老乡, 新场乡, 土门乡, 临江乡, 双店乡, 白家乡, 华兴乡, 大同乡, 盐溪乡, 桥龙乡, 天星乡, 大观乡, 大兴乡, 新庙乡, 桃园乡, 太和乡, 积善乡, 花园乡, 石楼乡, 礼乐乡.